# Plaspoel- en Schaapweipolder
Het waterschap Plaspoel- en Schaapweipolder was een waterschap in de gemeente Rijswijk in de Nederlandse provincie Zuid-Holland.
Het waterschap was in 1950 ontstaan uit een fusie van:
- De Plaspoelpolder
- De Schaapweipolder

Het waterschap was verantwoordelijk voor de waterhuishouding in de polders.